# EPIC Racing
EPIC Racing (Euskadi Phil Imanol Claudio Racing), voorheen bekend als Epsilon Euskadi, is een Spaans autosportteam dat in 1999 werd opgericht, dat tot 2011 deelnam aan de Formule Renault 3.5 Series. Het is het enige grote autosportteam gevestigd in het Baskenland. In 2008 nam het team voor het eerst deel aan het sportscarracing met hun eigen Epsilon Euskadi EE1-auto, waarmee zij 41e en 43e werden in de 24 uur van Le Mans van dat jaar.
In het eerste jaar van de geschiedenis van de Formule Renault 3.5 Series behaalde Epsilon meteen het constructeurskampioenschap. Ook werd hun coureur Robert Kubica kampioen in deze klasse. Dit resultaat werd nooit meer geëvenaard, Filipe Albuquerque kwam in 2007 het dichtst bij met een vierde plaats. Ook Albert Costa werd in 2011 vierde in het kampioenschap.

## Formule 1
In juni 2009 werd bekend dat Epsilon Euskadi zich had ingeschreven voor het Formule 1-seizoen 2010. Een week na de inschrijving maakte de FIA echter bekend dat hun inschrijving niet bij de uiteindelijke 13 teams zat die deel zouden nemen aan het seizoen. Ze werden echter wel op de reservelijst gezet in het geval dat een van de 13 teams niet deel kon nemen, maar het terugtrekken van het US F1 Team gebeurde te laat om nog uiteindelijk op tijd klaar te zijn voor het seizoen.
In maart 2010 maakte Epsilon Euskadi bekend dat het zich opnieuw had ingeschreven voor het Formule 1-seizoen 2011, maar ook deze inschrijving was niet succesvol.